# 대곡고등학교 (경남)
대곡고등학교(大谷高等學校)는 대한민국 경상남도 진주시 대곡면 유곡리에 있는 공립 고등학교이다.

## 학교 연혁
- 1967년 1월 20일 : 대곡고등학교 설립인가 3학급
- 1967년 4월 20일 : 개교 (63명)
- 1967년 5월 30일 : 교사 신축 6교실 (하경완 기증)
- 1970년 7월 18일 : 교사 증축 6개 교실(하경완 기증)
- 1974년 4월 20일 : 운동장확장 3,237평 (하경완 기증)
- 1982년 5월 26일 : 생활관및 도서관 준공 (하경완 기증)
- 1984년 11월 27일 : 어학실 및 컴퓨터실 준공 (하경완 기증)
- 1998년 3월 30일 : 체육관 준공 675m2
- 2000년 7월 10일 : 학칙변경 6학급
- 2011년 3월 1일 : 특수학급 인가(1학급)
- 2021년 9월 1일 : 제28대 이현철 교장 취임
- 2022년 3월 1일 : 학칙변경 4학급
- 2023년 1월 4일 : 제54회 졸업식(졸업생 13명, 총 졸업생 수 5,600명)

## 참고 자료
- 대곡고등학교 - 한국교육학술정보원 학교알리미